# Wyka drobnokwiatowa
Wyka drobnokwiatowa (Vicia hirsuta (L.) Gray) – gatunek rośliny należący do rodziny bobowatych. Rodzimym obszarem jej występowania jest Azja, Afryka i Europa, ale rozprzestrzeniła się też w innych regionach świata. W Polsce pospolita na całym niżu.

## Morfologia
ŁodygaOsiąga 20–60 cm długości, rzadziej dorasta do 100 cm.
LiściePierzasto złożone, przeważnie z 5–9 par podłużnych listków, rzadziej z 4 do 10. Zakończone rozgałęzionym organem czepnym (wąsem). Przylistki w parze jednakowe.
KwiatyZebrane w kwiatostany złożone z 1–5, rzadziej do 8, drobnych kwiatów. Kwiatostany osadzone na długich szypułkach, o wiele dłuższych niż kwiatostan. Korona kwiatu długości 3–4 mm, biaława lub niebieskawa. Ząbki kielicha nieznacznie nierówne.
OwoceOwłosione strąki, przeważnie dwunasienne, rzadziej jednonasienne.

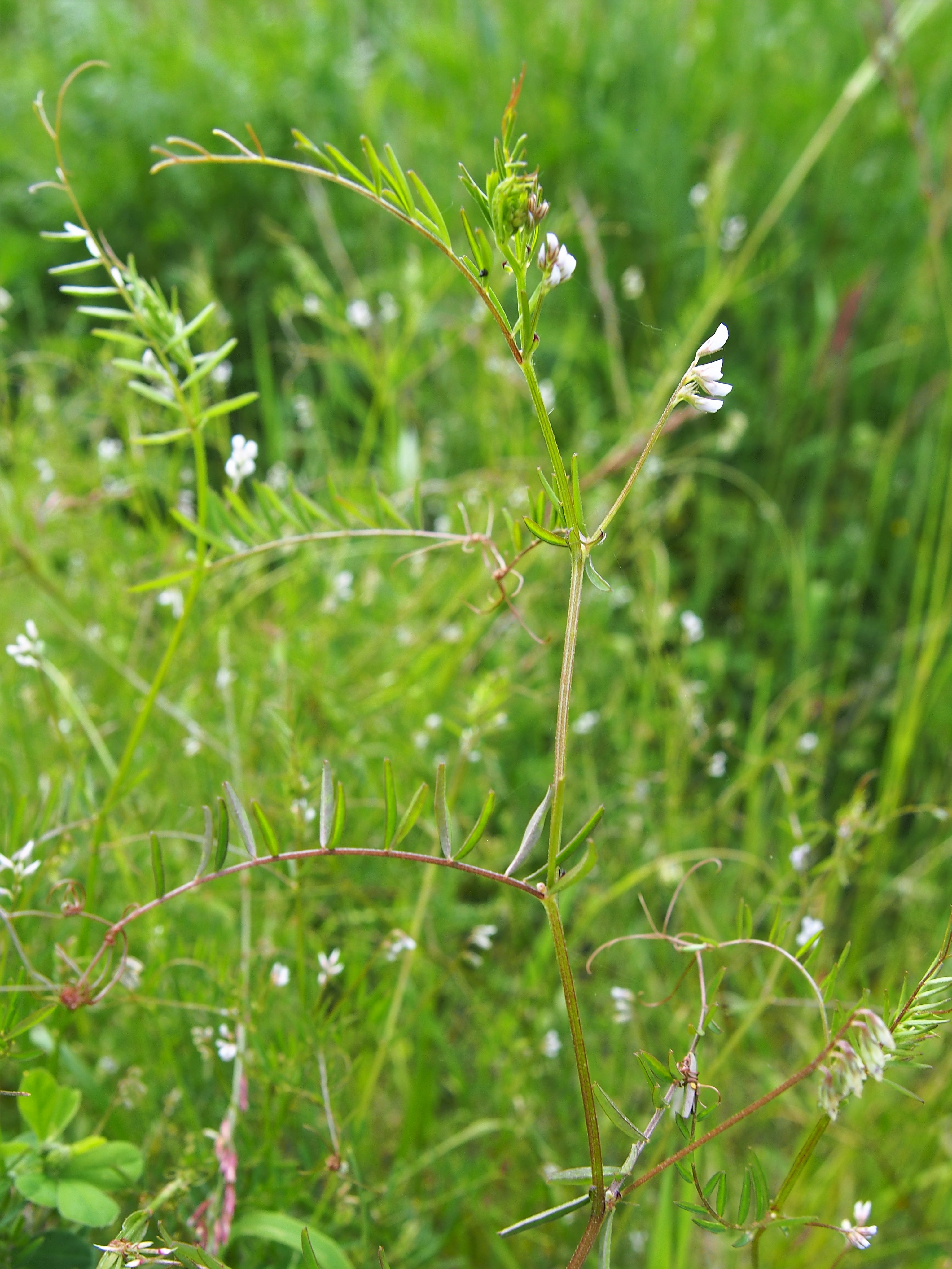
Pokrój
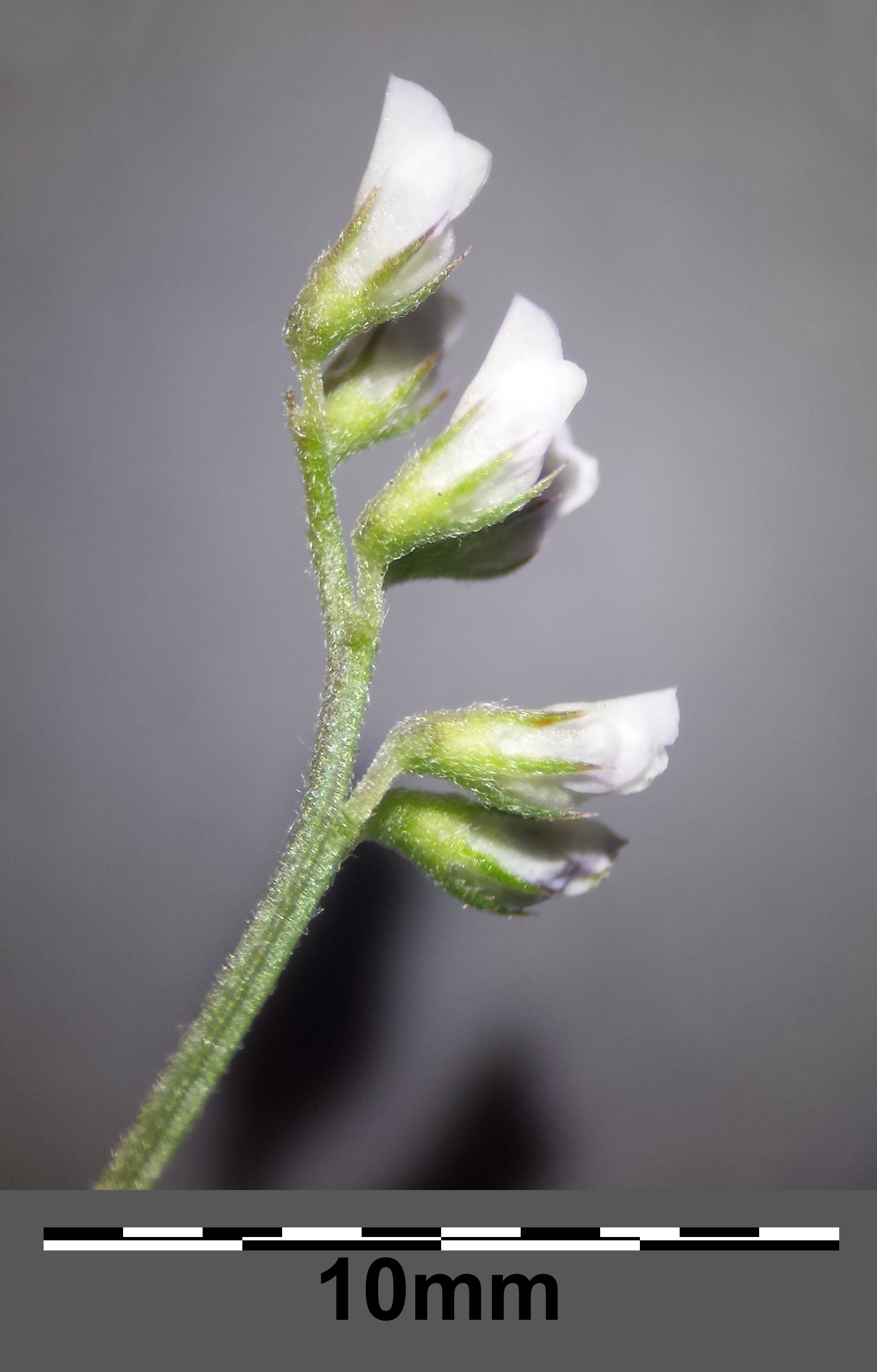
Kwiatostan
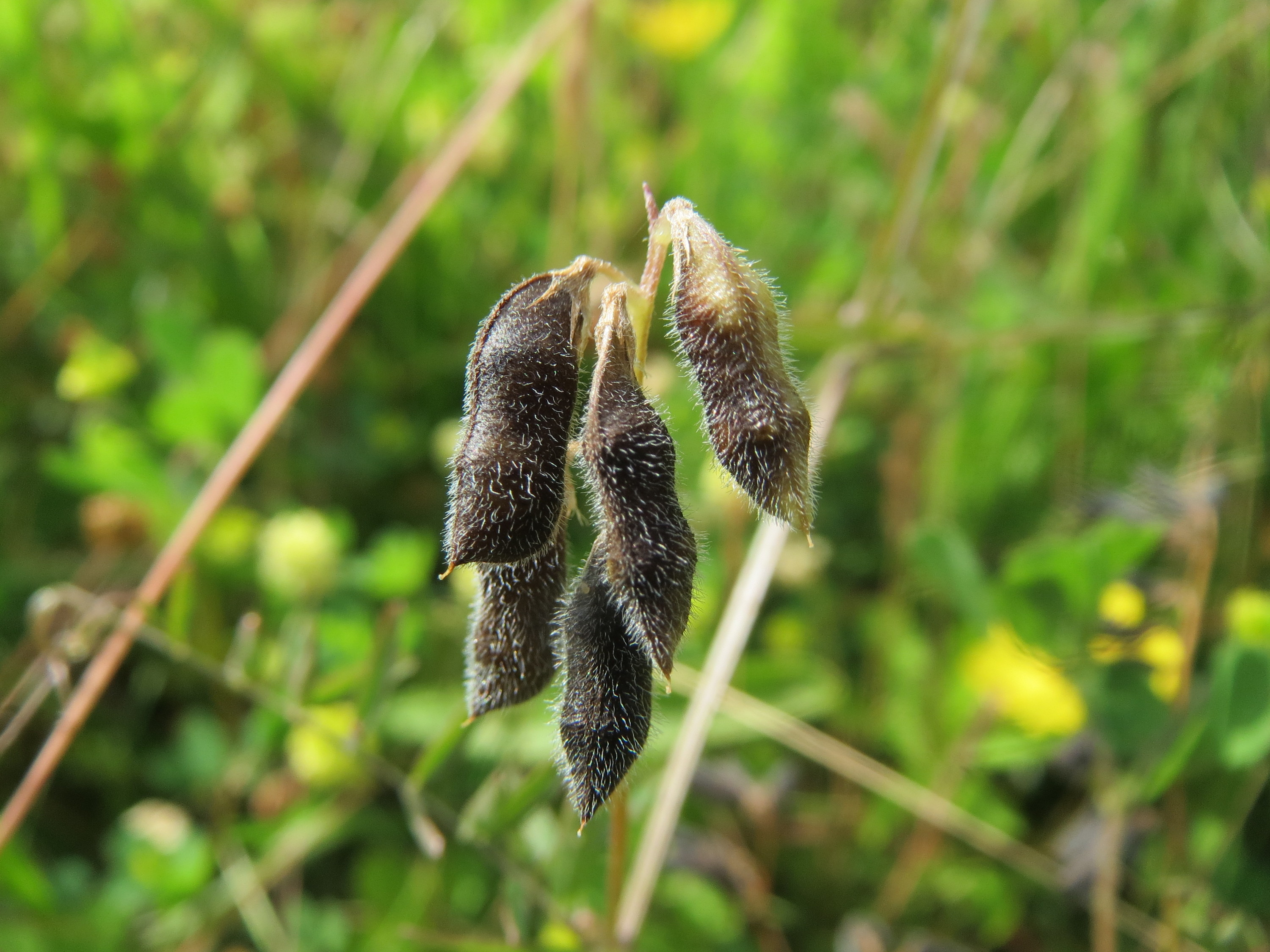
Owoce
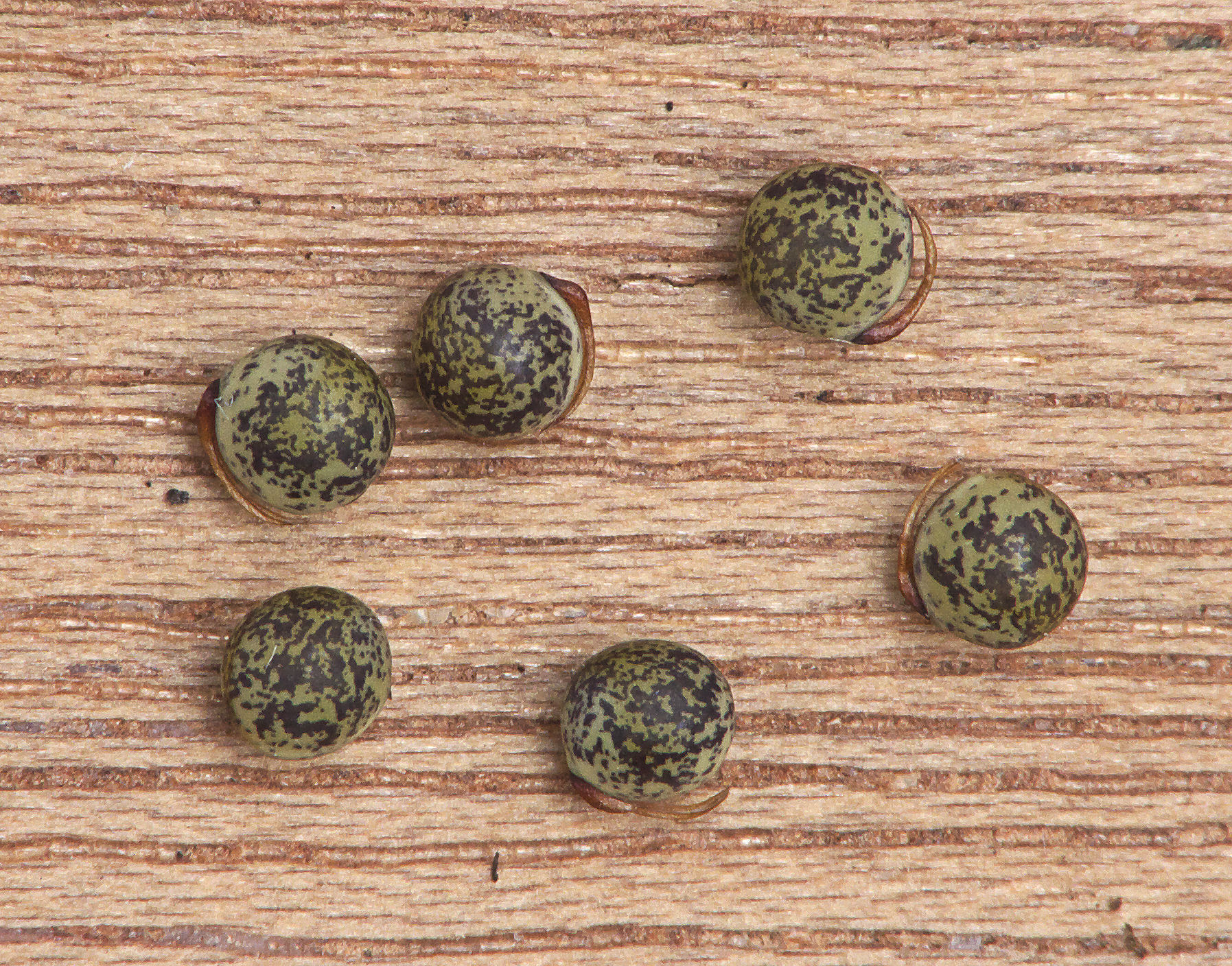
Nasiona

## Biologia i ekologia
Roślina jednoroczna. Kwitnie od czerwca do sierpnia. Liczba chromosomów: 2n = 14. We florze Polski jest archeofitem. Zasiedla pola, miedze, przydroża i zarośla.